# Werneria mertensiana
Werneria mertensiana es una especie de anfibios de la familia Bufonidae.
Se encuentra en Camerún, posiblemente Guinea Ecuatorial y posiblemente Nigeria.
Su hábitat natural incluye bosques secos tropicales o subtropicales, ríos, áreas rocosas y zonas previamente boscosas ahora muy degradadas.
Está amenazada de extinción.